# Motosega

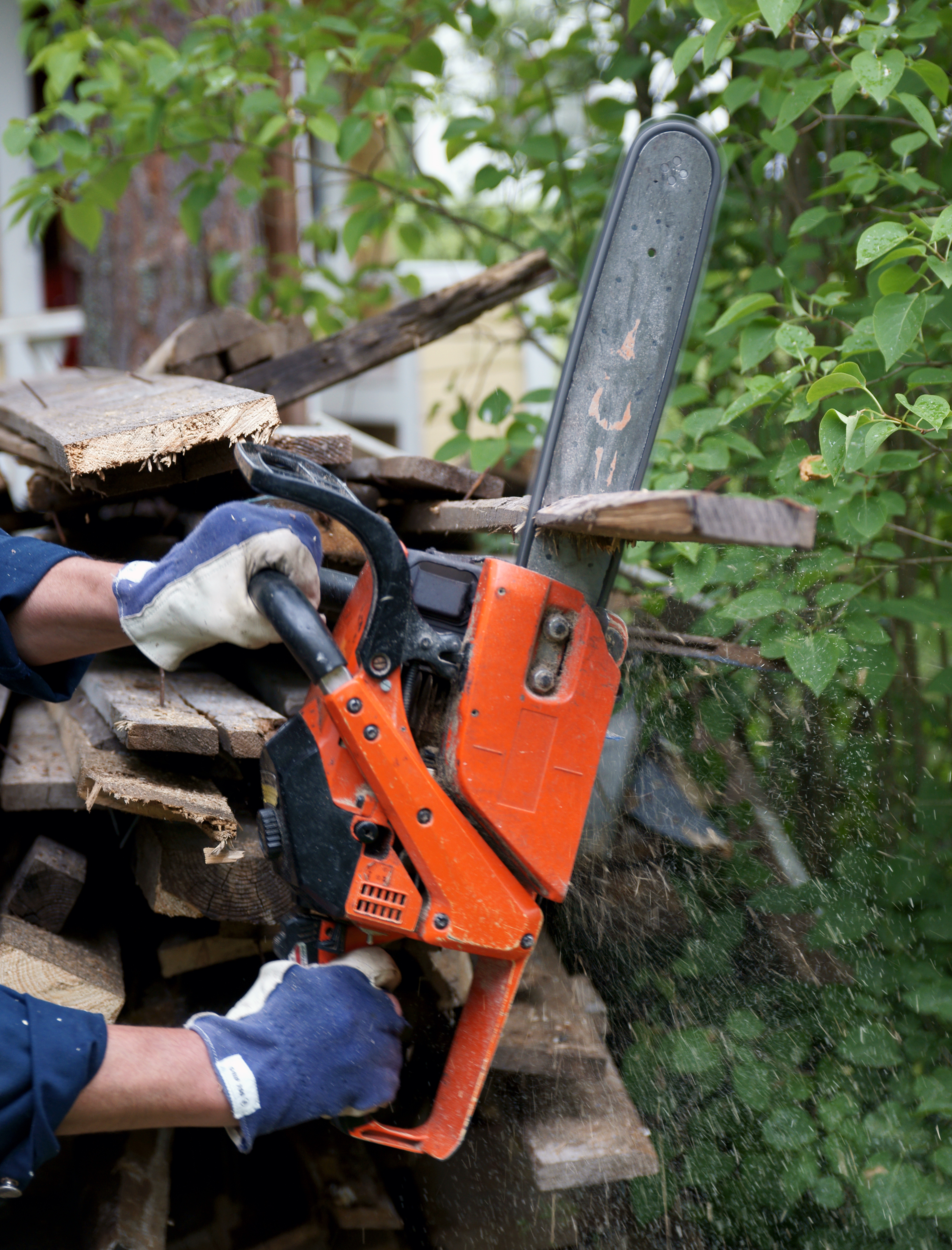
Foto di una motosega

Una motosega (talvolta moto sega) è una sega meccanica portatile dotata di catena. Molto diffusi sono i modelli con motore a scoppio.

## Storia
All'inizio degli anni '20 furono concepite macchine a due posti estremamente pesanti che erano utilizzate per tagliare in blocchi gli alberi già abbattuti.
Nel 1927 l'inventore tedesco Emil Lerp, fondatore dell'azienda Dolmar, introdusse la prima motosega con motore a scoppio prodotta in serie (Tipo A). La sega doveva essere azionata da due persone e poteva eseguire solo tagli verticali.
Un ulteriore sviluppo fu costruire motoseghe con binario che poteva essere ruotato di novanta gradi per permettere il taglio orizzontale. La prima motosega "da singolo" prodotta nel 1952 era provvista di tale binario.
Tuttavia solo con l'introduzione del carburatore a membrana sviluppato nella costruzione di aeromobili permise la produzione di motoseghe indipendenti dalla posizione e portò allo sviluppo della motosega monoposto.

## Descrizione
Una motosega consiste in un motore a due tempi o motore a batteria alimentato con una miscela olio-benzina o con diverse tipologie di batterie, in una "guide bar" che serve a trasmettere il movimento dal motore alla catena, la quale funge da lama vera e propria.

### Uso
Viene utilizzata in attività come il taglio degli alberi, la potatura, l'abbattimento e il taglio dei tronchi degli alberi. Alcune motoseghe hanno lame particolari, sviluppate appositamente per usi speciali, ad esempio i vigili del fuoco sono dotati di motoseghe con catene particolari per il taglio del metallo e per soccorrere persone intrappolate dalle lamiere di incidenti stradali o ferroviari, le stesse sono impiegate in cantiere per il taglio dei blocchi in calcestruzzo aerato autoclavato.

### Manutenzione
Le motoseghe endotermiche (con motore a due tempi) devono essere lubrificate con due oli diversi: uno per il motore, miscelato con la benzina, l'altro per la catena. Nel primo caso la miscela può essere composta dall'operatore unendo olio apposito (2%) con la benzina oppure acquistando taniche già pronte di benzina alchilata già miscelata con olio al 2%.
Invece la catena viene lubrificata con un olio particolare biodegradabile con un'elevata viscosità in modo che l'olio stesso non venga completamente disperso poiché, non solo aiuta la catena nello scorrimento all'interno della barra di guida, ma ne evita anche il surriscaldamento.
L'uso di un olio sbagliato (per esempio in viscosità) è spesso causa di danneggiamento della barra.
Le motoseghe a batteria non avendo bisogno di miscela olio/benzina hanno necessità solo di olio lubrificante per la catena.
Un'operazione da effettuare saltuariamente a intervalli di tempo dipendenti dalla quantità di legna tagliata e dalla sua durezza, è l'affilatura dei denti della catena: questa può essere effettuata con un'apposita lima, chiamato comunemente "tondino". È sconsigliabile affilare i denti taglienti della catena usando una mola poiché andrebbe a modificare sostanzialmente la struttura stessa dei denti.

## Sicurezza
L'uso di una motosega può risultare molto pericoloso anche se viene utilizzata con tutte le precauzioni. Può accadere che la catena in movimento, in corrispondenza della parte superiore della punta della barra di guida, tocchi improvvisamente un oggetto, o rimanga incastrata nel legno a causa del taglio operato: in questo modo, la catena si blocca e la punta della motosega viene spinta violentemente verso l'alto, con la possibilità che l'operatore perda il controllo dell'attrezzo o che finisca per ferirsi con lo stesso. Questo fenomeno, detto contraccolpo o kick back, avviene anche qualora si utilizzi la motosega per tentare di tagliare materiali non idonei.
Peraltro il pericolo derivante da questo fenomeno viene ridotto con l'utilizzo del freno catena che agisce sulla campana della frizione, provocando l'arresto immediato. Il dispositivo viene azionato da una leva posta davanti all'impugnatura superiore della motosega; questo avviene automaticamente quando la macchina compie un movimento brusco, come ad esempio l'impennamento dovuto ad un contatto accidentale della punta della spranga con un motore accelerato. Oltre al freno catena, la motosega è dotata di altri dispositivi di sicurezza: l'impugnatura antivibrante, sicura per l'acceleratore e i dispositivi di sicurezza per rottura catene.
L'impugnatura antivibrante serve per proteggere l'operatore dalle vibrazioni che si trasmettono alle mani attraverso l'impugnatura.
La sicura per l'acceleratore è costituita da una levetta che viene schiacciata con il palmo della mano al comando dell'acceleratore. Se questo non avviene, l'acceleratore resta bloccato. Infine si hanno i dispositivi di sicurezza per rottura catene che proteggono la mano in caso di rottura della catena. Questi consistono in un allargamento della motosega nella parte posteriore dell'impugnatura.
Per questo in molte parti del mondo in cui la motosega è uno strumento diffuso si impone che l'operatore indossi gli appositi dispositivi di protezione individuale DPI e che sia addirittura in possesso di una licenza per l'uso. Altri disturbi derivanti dall'uso della motosega sono l'acufene e altre malattie dovute alle vibrazioni e ai rumori emessi dall'attrezzo.

### Sicurezza motoseghe portatili top handle
L'uso delle motoseghe portatili top handle, più leggere rispetto a quelle tradizionali sono concepite esclusivamente per il lavoro in quota
Anche la motosega top handle (chiamata comunemente in Italia, da potatura) deve essere dotata dei requisiti essenziali previsti dalla normativa come visto nelle linee guida del ISPESL, che sono gli stessi visti sopra per la motosega normale.
È obbligatorio, come con le altre tipologie di motoseghe chiamate forestali, utilizzare le motoseghe top handle con due mani. Non vanno utilizzate mai con una mano sola.
I dispositivi di protezione individuali DPI generalmente usati sono:
- pantaloni con imbottitura antitaglio
- giacca colorata per la visibilità dell'operatore
- scarpe antinfortunistiche con suola antiscivolo, punta antischiacciamento e protezione antitaglio
- casco con visiera per la protezione della testa in caso di caduta di rami e per la protezione degli occhi dalla segatura
- cuffia insonorizzante per proteggere l'udito.

## Curiosità
Il cantante Jesse "James" Dupree dei Jackyl utilizza una motosega come strumento musicale nei brani (sia in studio che dal vivo) del gruppo.